# SN 1994Z
SN 1994Z – supernowa typu II odkryta 2 października 1994 roku w galaktyce NGC 87. W momencie odkrycia miała maksymalną jasność 14,60m.